# Robert Bonzel

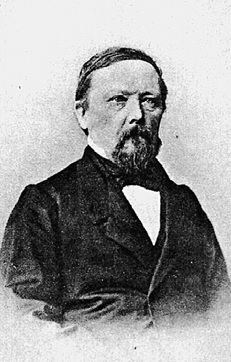
Robert Bonzel

Franz Wilhelm Robert Bonzel (* 12. Januar 1815 in Olpe; † 16. Oktober 1866 in Olpe) war ein deutscher Unternehmer und liberaler Politiker.

## Leben
Bonzel ließ 1844 in Ronnewinkel den ersten Puddelofen im Kreis Olpe errichten. Auch war er Eigentümer des Maiwormshammer. Dieses Werk modernisierte er 1855 durch die Umwandlung in ein Puddel- und Walzwerk. Im Jahr 1865 begann er den Bau des Walzwerks in Heggen. Später geriet er in wirtschaftliche Schwierigkeiten. Daneben engagierte er sich seit 1851 im Vorstand der Handelskammer Arnsberg. In Olpe war er Stadtverordneter. Er wurde 1863 für das gemäßigt liberale Linke Zentrum um Florens von Bockum-Dolffs im Wahlkreis Meschede-Olpe in das preußische Abgeordnetenhaus gewählt.